# 버디 컴플렉스
《버디 컴플렉스》(バディ・コンプレックス)는 선라이즈에서 제작한 일본의 로봇 애니메이션이다. 2014년 1월부터 3월까지 방영되었으며, 동년 9월에 완결편에 방영되었다.

## 줄거리
도쿄 도 내의 고교생인 와타세 아오바는 서기 2014년의 여름방학이 끝난 개학식 날 갑자기 고등학교를 습격해 온 정체 불명의 거대 로봇으로 추적한다. 로봇의 조종사는 아오바에 대해 큰 집착심을 보이면서 공격을 하고 있어 마냥 도망 가는 아오바의 동급생인 유미하라 히나가 오토바이를 타고 나타나 그를 어느 장소로 유도한다. 그 곳에서는 히나도 수수께끼의 거대 로봇을 기동시켜 공격을 할 로봇과 교전하지만 이윽고 적 로봇의 조종사는 기체를 자폭시킨다. 그 빛에 휩싸인 푸른 잎은 자신이 미래로 향하는 것을 깨달은 히나에게는 「디오가 기다리고 있다」라고 의미 깊은 말을 요구해 의식을 잃다.
아오바는 정신이 들고, 히나의 모습은 없이 그는 로봇 「룩시옹」에 탑승했다. 주위는 바로 격전 중인 자유조약연합군의 최신예 전함 「시그너스」에서는 룩시옹에서 나이스 커플링의 반응을 탐지했다. 룩시옹의 동형기인 「브라 슈타디온」의 조종사로부터 통신을 받은 아오바는 그 조종사가 새끼가 말하던 준요 디오 웨인버그에 경악한다. 히나의 사실화 돼 아오바는 서기 2014년부터 74년 후의 미래, 서기 2088년으로 시공을 뛰어넘고 있었다. 이 세계에서는 준 「자유조약연합」과 「대조기리아 공화국」이라는 두 강국이 전쟁을 벌이고 있었다.
원수와 싸우는 가운데 아오바와 히나는 기체별 한 무인도에 추락한다. 폭풍에 휩쓸린 조난하면서도 간신히 위기를 넘겼다 두 사람은 다시 헤어지지만 히나는 아오바의 인품과 그가 말했다던 히나라는 소녀가 마음이 되어 간다.